# Dominion (album)
Pour les articles homonymes, voir Dominion (homonymie).
 (novembre 2023).
Albums de Kamelot
Eternity
(1995) Siege Perilous
(1998)
Dominion est le deuxième album du groupe de metal Kamelot, sorti en 1997. C'est le dernier album mettant en vedette le chanteur Mark Vanderbilt et le cofondateur et batteur Richard Warner.

## Liste des chansons
1. Ascension - 1:25
2. Heaven - 3:39
3. Rise Again - 4:06
4. One Day I'll Win - 5:39
5. We Are Not Separate - 3:45
6. Birth Of A Hero - 5:17
7. Creation - 5:06
8. Sin - 3:35
9. Song Of Roland - 4:54
10. Crossing Two Rivers - 4:29
11. Troubled Mind - 4:39